# Niels Engelhart
Niels Engelhart (født 10. oktober 1777 på Inderøy, død 18. december 1863 i København) var en dansk højesteretsassessor.

## Karriere
Han var en søn af daværende krydstoldinspektør i Kristiansand, senere konsumtions-inspektør i Drammen, Simon Jacob Engelhardt (1737-1809) og Marthe Nielsdatter Møglestue, gik først i Kongsberg Latinskole, men undervistes derefter privat, tog 1792 examen artium med udmærkelse, blev 1798 juridisk kandidat, 1800 underkancellist i Danske Kancelli, 1804 kancellisekretær og kancellist sammesteds, 1807 assessor i Bergens Stiftsoverret, 1809 assessor i Københavns Politiret, 1813 assessor i Højesteret, men opgav 1816 denne stilling for at indtræde i den norske Privatlovgivnings-Kommission, som Stortinget i slutningen af året 1815 enstemmigt havde besluttet at tilbyde ham sæde i. Som et yderligere vidnesbyrd om, hvilken anseelse han nød som jurist, fortjener det tillige at anføres, at der samtidig hævede sig røster for, at han til sin tid måtte blive udnævnt til justitiarius i den norske Højesteret. Han følte sig imidlertid ikke tilfreds ved forholdene i sit fødeland, søgte derfor om og fik 1818 tilladelse til på ny at indtræde i den danske Højesteret, i hvilken han derefter havde sæde indtil 1852, da han på grund af stærk nervelidelse og jævnlige podagristiske anfald entledigedes med en tilkendegivelse af kongens allerhøjeste tilfredshed med hans lange og tro tjeneste.
I litteraturen er han kun optrådt med en enkelt afhandling som besvarelse af prisspørgsmålet: Hvilke ere de mest hensigtsmæssige Midler til i en stor Stad, og navnlig Kjøbenhavn, at forebygge og afværge Tyverier?, for hvilken han vandt første præmie, og som blev optaget i A.S. Ørsteds Nyt juridisk Arkiv XII.

## Andre tillidshverv
1810-14 medlem af Kommissionen for fjendtlige Ejendommes Undersøgelse og Varernes Neutralitet, 1812 af Kommissionen til at modtage og indsende Oplysninger fra enhver, der har købt eller solgt Veksler i Banco eller fremmed Mønt, 1815 af Kommissionen til Paakendelse af den ved Tugthuset forefaldne Uorden, 1820 af Kommissionen til at bedømme et Udkast ang. hurtigere Rettergang i klare Gældssager og om Tidsfrister ved Ejendommes Salg; 1826 direktør i Det kgl. octr. alm. Brandassurancekompagni for Varer og Effekter og 1833 meddirektør for Den alm. Lig- og Begravelses- eller saakaldte Skillingskasse.

## Dekorationer
1. november 1828 var Engelhardt blevet Ridder af Dannebrogordenen, 1833 var han blevet konferensråd, 28. oktober 1836 Dannebrogsmand, 28. juni 1840 Kommandør og 26. maj 1850 Storkors af Dannebrog.
11. april 1809 ægtede han i Trinitatis Kirke Anne Johanne Aagesen (23. april 1785 i København - 26. maj 1815 sammesteds), en datter af generalkrigskommissær Søren Aagesen og Megtele Christine født Riegelsen.